# Werner Spitta
Werner Spitta, född 22 juli 1893, var en tysk överstelöjtnant i Ordnungspolizei. Under andra världskriget var han år 1940 kommendör för Ordnungspolizei i distriktet Krakau (KdO Krakau) i Generalguvernementet.